# Gerhard Frey
Gerhard Michael Frey (Cham, 18 de febrero de 1933 - Gräfelfing, 19 de febrero de 2013) fue un editor y político alemán.

## Biografía
Gerhard Frey nació en una familia conservadora y adinerada en la ciudad de Cham. Estudió ciencias del derecho y el Estado.
Desde 1951 Frey fue empleado del "Diario del Soldado Alemán", publicación de carácter antisoviético apoyada por los Estados Unidos. En 1960 Frey se convirtió en director de la publicación, renombrándola "Periódico Nacional Alemán", y también fundó la editorial "DSZ-Verlag". Desde ese momento, el periódico se convirtió en el órgano central de los partidos y asociaciones de extrema derecha.
Más tarde, el imperio de Frey se expandió debido a la adquisición de bienes inmuebles y la compra del "Periódico Semanal Alemán" y la editorial "FZ-Verlag".
Heredó una fortuna familiar de alrededor de 250 millones de euros. Además de editoras y periódicos, también fue dueño de bienes inmuebles en Munich y Berlín.
Después de un intento fallido de convertirse en miembro del Bundestag por el Partido Nacionaldemócrata de Alemania (NPD) en las elecciones federales de 1969, Frey intentó durante varios años tomar posiciones de liderazgo en este partido. En 1971 creó la organización de extrema derecha Deutsche Volksunion (DVU), y en 1979 finalmente dejó el NPD. En 1987, la DVU se convirtió oficialmente en un partido político. De 1971 a 2009, Frey se desempeñó como Presidente de la formación y fue su principal financiador.
En junio de 2010, comenzaron las negociaciones entre la dirección del NPD y la DVU sobre la posible fusión de estos partidos. El 1 de enero de 2011, la DVU pasó a integrarse al NPD.
Frey mantuvo relaciones de amistad con Reinhard Gehlen y Otto John, así como con David Irving, Jean-Marie Le Pen y Vladímir Zhirinovski.
Frey estaba casado con Regina Frey, administradora de la FZ-Verlag. Tuvieron cuatro hijos.
El erudito Cas Mudde describió a Frey como "una de las personas más influyentes en la escena de extrema derecha alemana de la posguerra" y como un "multimillonario zar de los medios que posee y publica varios periódicos".